# Distretto di Lysjanka
Il distretto di Lysjanka (in ucraino Лисянський район?) era un distretto (rajon) dell'Ucraina, situato nell'oblast' di Čerkasy. Il suo capoluogo era Lysjanka. È stato soppresso con la riforma amministrativa del 2020.